# Xerobion alba
Xerobion alba är en insektsart. Xerobion alba ingår i släktet Xerobion och familjen långrörsbladlöss. Inga underarter finns listade i Catalogue of Life.